# 尼古拉·绍尔魏德
尼古拉·亚历山德罗维奇·绍尔魏德（俄語：Николай Александрович Зауервейд，1836年—1866年）是一位俄罗斯帝国画家，其父是画家亚历山大·绍尔魏德。
绍尔魏德曾在圣彼得堡的帝国艺术学院学习，1857年，他因绘制表现拿破崙戰爭的画作而获颁银质奖牌。1859年，他在從學校毕业时获颁小金牌。
他还为阿列克谢·康斯坦丁诺维奇·托尔斯泰的小说绘制了很多水彩画插图。